# Raggio idraulico
Il raggio idraulico è un parametro che, con riferimento alla geometria di una determinata sezione trasversale, viene utilizzato nel dimensionamento di canali, condotte e altre opere idrauliche.

## Definizione
Il raggio idraulico, generalmente indicato con {\displaystyle R_{h}}, è definito dalla seguente relazione:
{\displaystyle R_{h}={\frac {A}{P}}}
dove:
- {\displaystyle A} è l'area bagnata nella sezione trasversale, in m²;
- {\displaystyle P} è il perimetro, o contorno bagnato nella sezione trasversale, in metri.

## Proprietà
La corrente fluida che scorre in due sezioni trasversali di geometria differente ma con lo stesso raggio idraulico e cadente piezometrica, applica uno sforzo tangenziale sulla parete di uguale intensità; infatti lo sforzo tangenziale nella sezione è dato da {\displaystyle \tau =\gamma _{w}\cdot R_{h}\cdot J}, essendo {\displaystyle \gamma _{w}} il peso specifico dell'acqua e {\displaystyle J} la cadente.

## Esempi di calcolo

### Nelle condotte in pressione a sezione circolare

Condotto in pressione con indicazione del diametro interno (Di)

Nelle condotte in pressione a sezione circolare di diametro interno {\displaystyle D_{i}}, il perimetro bagnato è uguale alla circonferenza interna della sezione trasversale, cioè {\displaystyle P=D_{i}\cdot \pi }, l'area bagnata è uguale all'area della sezione trasversale, cioè {\displaystyle A=(D_{i}/2)^{2}\cdot \pi }, pertanto il raggio idraulico è:
{\displaystyle \ R_{h}={\frac {D_{i}}{4}}}

### Nelle correnti a pelo libero
Nelle correnti a pelo libero, quindi in canali, nei fiumi o in condotte non in pressione, nel calcolo del perimetro bagnato bisogna considerare l'andamento geometrico della sezione trasversale senza tenere conto della parte superiore a diretto contatto con l'atmosfera.
Di seguito si riportano i casi particolari di sezione trasversale rettangolare, trapezia e circolare, oltre che il caso di sezione irregolare.

#### Sezione rettangolare

Canale a pelo libero a sezione rettangolare con indicazione del livello idrico (h) e della larghezza del fondo (B)

In una sezione rettangolare di larghezza {\displaystyle B}, in cui il tirante idraulico sia {\displaystyle h}, il perimetro bagnato è {\displaystyle P=B+2\cdot h}, l'area bagnata è {\displaystyle A=B\cdot h}, pertanto il raggio idraulico è:
{\displaystyle \ R_{h}={\frac {B\cdot h}{B+2\cdot h}}}
Se la sezione è molto larga, cioè {\displaystyle B\gg h}, quindi {\displaystyle h/B\approx {0}}, allora si può scrivere:
{\displaystyle \ R_{h}={\frac {B\cdot h}{B+2\cdot h}}={\frac {h\cdot B}{B\cdot (1+2\cdot h/B)}}={\frac {h}{(1+2\cdot h/B)}}\approx {h}}

#### Sezione trapezia

Canale a pelo libero a sezione trapezia con indicazione del livello idrico (h), della larghezza del fondo (B) e dell'angolo di inclinazione delle sponde (α)

Considerando una sezione trasversale di forma trapezia, di base minore {\displaystyle B} (lato piano di fondo), con le due pareti laterali inclinate rispetto all'orizzontale di {\displaystyle \tan(\alpha )}, essendo {\displaystyle \alpha \in [0;\pi /2]} l'angolo che esse formano con li piano orizzontale, e con tirante idraulico {\displaystyle h}, si ha che il perimetro bagnato è {\displaystyle P=B+2\cdot h/\sin(\alpha )}, e che l'area bagnata è {\textstyle A=h\cdot B+h^{2}/\tan(\alpha )}, perciò:
{\displaystyle R_{h}={\frac {h\cdot B+h^{2}/\tan(\alpha )}{B+2\cdot h/\sin(\alpha )}}}
Per {\displaystyle \alpha =\pi /2} si ha il caso di sezione rettangolare.

#### Sezione circolare

Condotta a pelo libero a sezione circolare con indicazione del diametro interno (Di), del livello idrico (h) e dell'angolo al centro (α)

Considerando la sezione trasversale di un condotto circolare a pelo libero, si ha che il perimetro bagnato è {\displaystyle P=\alpha \cdot D_{i}/2}, e che l'area bagnata è {\textstyle A={\frac {\alpha -\sin(\alpha )}{8}}\cdot D_{i}^{2}}, quindi:
{\displaystyle R_{h}={\frac {\alpha -\sin(\alpha )}{\alpha }}\cdot {\frac {D_{i}}{4}}}
dove:
- {\displaystyle D_{i}} è il diametro interno del condotto in metri;
- {\displaystyle \alpha \in [0;2\pi ]} è l'angolo al centro in radianti, del condotto, riferito alla corda costituita dalla larghezza del pelo libero, funzione del tirante idrico nella sezione[8] attraverso la relazione {\displaystyle \alpha =2\cdot \arccos(1-2\cdot h/D_{i})}.

#### Sezione irregolare
Nel caso di alvei naturali di sezione irregolare, si considera la somma di ogni singola parte separabile, che sia un rettangolo, un triangolo o un trapezio.